# Edmundo Alves de Souza Neto
Edmundo Alves de Souza Neto (n. 2 aprilie 1971) este un fost fotbalist brazilian.

## Statistici
| Brazilia | Brazilia | Brazilia |
| An       | Meciuri  | Goluri   |
| -------- | -------- | -------- |
| 1992     | 4        | 1        |
| 1993     | 5        | 1        |
| 1994     | 0        | 0        |
| 1995     | 12       | 5        |
| 1996     | 1        | 0        |
| 1997     | 5        | 2        |
| 1998     | 8        | 1        |
| 1999     | 0        | 0        |
| 2000     | 2        | 0        |
| Total    | 37       | 10       |